# Vorobiivka, Berezivka
Vorobiivka (în ucraineană Воробіївка) este un sat în comuna Znameanka din raionul Berezivkaa, regiunea Odesa, Ucraina. Anterior a purtat denumirea Ceapaieve.

## Demografie
Componența lingvistică a localității Vorobiivka
     Ucraineană (93,05%)
     Română (2,42%)
     Rusă (1,51%)
Conform recensământului din 2001, majoritatea populației localității Vorobiivka era vorbitoare de ucraineană (93,05%), existând în minoritate și vorbitori de armeană (2,72%), română (2,42%) și rusă (1,51%).